# Brandjacking
Brandjacking je relativně nový termín používaný k popisu on-line zneužívání značek, a to za účelem poškození pověsti nebo za účelem dosažení zisku. Termín spojuje pojmy "branding" (značka) a "hijacking" (únos) a používá se nejméně od roku 2007, kdy se objevil v časopise Business Week.

## Formy brandjackingu
V praxi se brandjacking se obvykle spojuje s dalšími typy internetových podvodů, jako krádež identity, phishing a cybersquatting. Brandjackers zneužívají oblíbené značky ke zvyšování návštěvnosti svých stránek bez svolení majitele značky. Kromě značek a produktů známých společností se zaměřují na celebrity, filmové postavy, politiky aj. „Únos“ značky se provádí tak, aby co nejlépe oklamal optimalizační techniky za účelem zviditelnění těchto značek v rámci optimalizačních žebříčků. Brandjacking zahrnuje neoprávněné použití názvu firmy, loga, fotografie produktů, názvů produktů, a dokonce i webové stránky URL.
Další mírnější formou, často se vyskytující na Facebooku, je neoprávněné použití identity značky v on-line diskusní skupině nebo fóru společnosti. K tomu dochází zejména na fanouškovských stránkách a ve skupinách vytvořených lidmi, kteří jsou společností a jejími produkty nadšeni. Pokud jsou diskuse ve skupině do značné míry příznivé, může se společnost rozhodnout, že nebude tuto činnost postihovat, i když to může představovat porušení autorského práva nebo ochranné známky.

## Pozitiva a negativa
Seznam kladů a záporů:

### Kulturní povědomí
Spisovatelé toužící po oživení jejich postav by dali cokoliv za to, vidět je na Twitteru s jejich vlastními profily. Lord Voldemort, Darth Vader, Frodo Pytlík nebo Edward Cullen „tweetují“ pravidelně. Některé účty jsou příznivěji vůči dané postavě než jiné, a tak musí manažeři značky v určitý okamžik rozhodnout, jak daleko nechají tyto neoprávněné identity zajít. Americká kabelová stanice AMC zablokovala neoficiální (ale věrné) Twitter účty charakterů seriálu Mad Men jenom proto, aby ustoupila stěžujícím si fanouškům. AMC si až příliš pozdě uvědomila, že „únos“ postav v sociálních médiích může být upřímnou formou lichocení a důkazem toho, že vaše fiktivní postava se stala kulturně významnou.

### Únos identity
Využívání charakterů na Twitteru není omezen pouze na fiktivní postavy. Když je vaše jméno rovněž vaše značka, může to být velmi škodlivé. Celebrity a politici mohou mít v každém okamžiku mnoho falešných účtů. Zatímco Barack Obama, Sarah Palin, Britney Spears nebo Miley Cyrus byli oběťmi škodlivého hackingu, některé falešné účty jsou spíše zábavné než škodlivé. Mnohé z nich jsou tak zjevně falešné, aby nikoho neurazily. Často jsou vytvořeny pro satirické nebo surreální účely.

### Nepříznivé PR
Vytvoření škodlivých falešných Twitter účtů může být škodlivé i pro firmy a organizace. Existuje mnoho příkladů „únosů“ účtů na protest proti nepopulární politice společnosti. Ropné společnosti ExxonMobil a BP byly také obětí zosobnění; po výbuchu na ropné plošině Deepwater Horizon získal satirický uživatel BPGlobalPR přes 160 000 odběratelů.
I když se to zdá jako pohroma pro značku, může společnost, která se hodlá zapojit do nějaké pozitivní PR, využít zpětnou vazbu těchto kanálů, odhadnout vnímání veřejnosti a reagovat odpovídajícím způsobem. Porovnejme nekonečné příklady firem, které odstraňují negativní blogy a příspěvky na Facebooku s politikou týmu Virgin Media. Společnost odpovídá na každý on-line příspěvek zákazníků, ať už je pozitivní nebo ne. V jednom případě žena napsala na Twitter, že její Virgin Media připojení je nefunkční a její dvouletá dcera je smutná, protože tak promešká její oblíbený televizní pořad Peppa Pig. Společnost okamžitě poslala inženýra, který navíc přinesl hračku Peppa Pig. Tento typ reakce může udělat mnohé pro své vnímání značky, věrnost a preference.

### Falešné recenze a tagy
Po oblíbeném žertu na Amazonu "The Mountain Three Wolf Moon Short Sleeve Tee" , demonstranti začali používat otevřené recenze a označování na Amazonu k upozorňování na nepopulární produkty nebo jiné záležitosti.
Pepřový sprej použitý policistou při incidentu na univerzitě UC Davis obdržel přes 360 ironických recenzí na stránkách Amazon, byly vytvořeny satirické obrázky produktu a označení jako jsou „nástroje fašismu“, „útisk“ a „policejní stát“. Výrobek je v současné době uveden jako nedostupný. Podobné cynické příspěvky se vkrádají do jinak vážných produktových stránek, a to zejména s knihami kontroverzních osobností nebo produkty firem se spornými etickými postupy.

### Prestižní značka
Jeden z problémů prestižních značek může nastat, jestliže je jejich produkt přijat nežádoucí částí obyvatelstva, což může způsobit odliv hlavních zákazníků. K tomu dochází nejčastěji při zmínce rapperů nebo v popkultuře, ačkoli se jedná jen zřídka o závažný problém.
Vážnější situace nastává tehdy, má-li výrobek tak nezaměnitelný design, že jeho převzetí může mít katastrofální dopad. To se stalo v roce 1990 v Británii firmě Burberry, když si jeho tartanový vzor oblíbili fotbaloví hráči a následně fotbaloví fanoušci, kteří byli dělnickou třídou a nosili levné napodobeniny, což způsobilo značný odliv cílových zákazníků.

### Znát své hranice
Brand manažeři vždy budou muset řešit negativní image, ale v některých případech může jejich přehnaná reakce vést ke špatné publicitě, což je horší, než kdyby neudělali nic. Nedávno se pokusila Stella Artois zbavit se své nálepky „domácí násilník“. Pro ty, kteří nevědí, pivo obsahuje velké množství alkoholu, což způsobuje násilí a antisociální chování. Společnost se snažila z článku na serveru Wikipedie odstranit odkazy „domácí násilník“. Tato snaha selhala. Skupina lidí, která tento článek spravovala, si však všimla, že se firma pokusila článek smazat a ihned se tento fakt dostal do médií. Články v médiích měly následně větší sledovanost než samotný článek na Wikipedii.

### Klady brandjackingu
Přebírání značky může fungovat i opačně. Corona byla uváděna na trh USA jako mexické pivo pro mexické obyvatele. V roce 1970 si ho oblíbili surfaři, kteří se ho označovali jako „pivo na pláž“. Pomáhali tím popularizovat Coronu mezi ostatními obyvateli a koncem roku 1990 se Corona stala číslem jedna v importovaných pivech, když překonala Heineken.

### Zákaznický „evangelismus“
Pro firmy může být náročné zbavit se svého pevně řízeného image a nechat zákazníky řídit směr vývoje značky. Ale nadšení fanoušci značky mohou být nápomocní v popularizaci produktu. Fanoušek společnosti Coca-Cola vytvořil Facebookovou stránku v roce 2009. Zástupci společnosti ho požádali raději o partnerství, než aby stránku zrušili, protože si uvědomili sílu sociálních sítích. Mnoho značek se rozhodne vytvořit oficiální stránky vedle těch neoficiálních s vědomím, že pokusy blokovat neoficiální stránky může být vnímáno širokou veřejností negativně.